# Parahubrechtia jillae
Parahubrechtia jillae är en djurart som tillhör fylumet slemmaskar, och som beskrevs av Gibson och Scott D. Sundberg 1999. Parahubrechtia jillae ingår i släktet Parahubrechtia och familjen Hubrechtidae. Inga underarter finns listade i Catalogue of Life.